# نشهر
نشهر (بالفارسية: نشهر) هي قرية تقع في منطقة رونيز في إيران. يقدر عدد سكانها بـ 10 نسمة .